# Ormes (Marne)

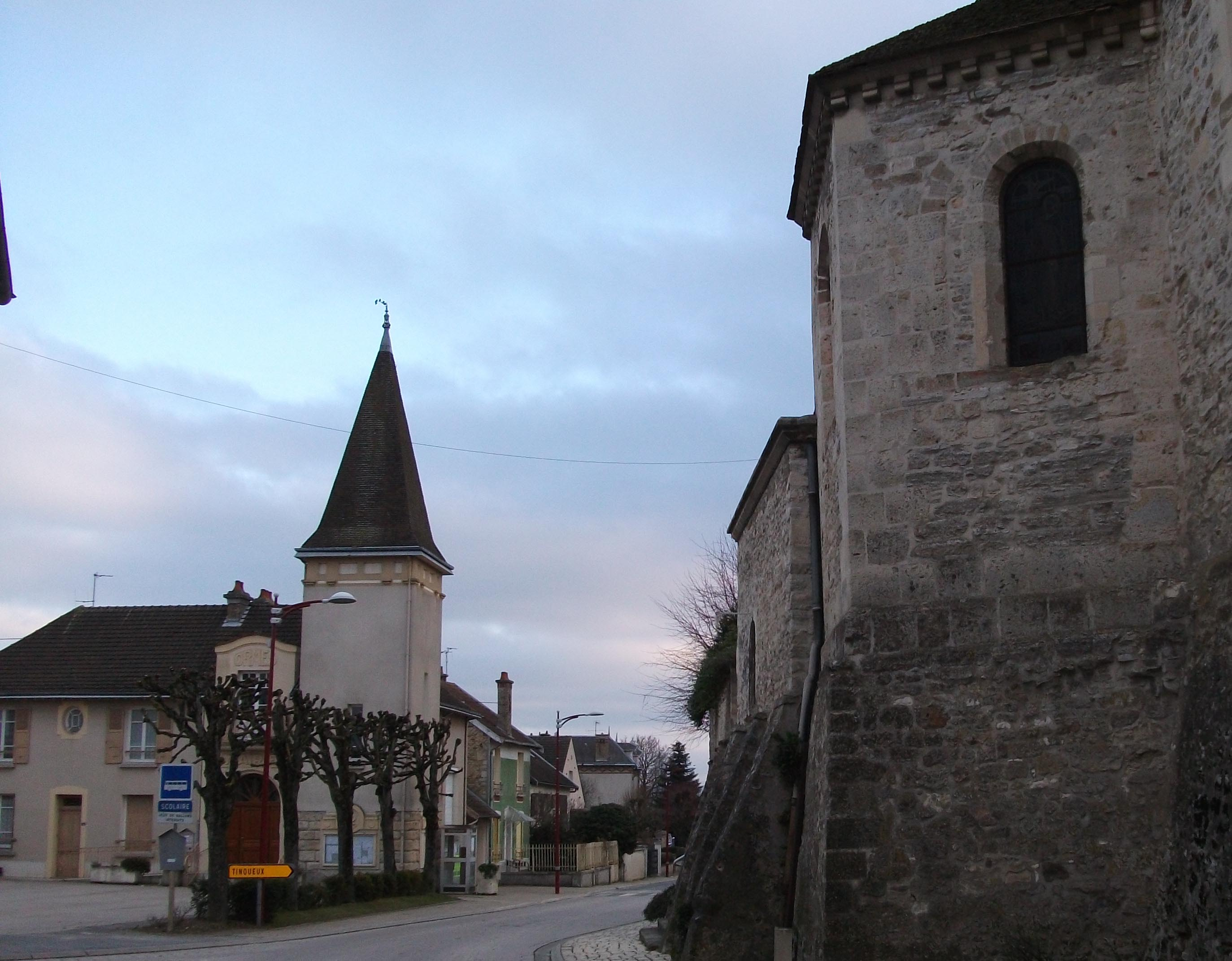
Gemeentehuis en Kerk

Ormes is een gemeente in het Franse departement Marne (regio Grand Est) en telt 389 inwoners (1999). De plaats maakt deel uit van het arrondissement Reims.

## Geografie
De oppervlakte van Ormes bedraagt 6,3 km², de bevolkingsdichtheid is 61,7 inwoners per km².
De onderstaande kaart toont de ligging van Ormes (Marne) met de belangrijkste infrastructuur en aangrenzende gemeenten.

## Demografie
Onderstaande figuur toont het verloop van het inwonertal (bron: INSEE-tellingen).